# Boeckella delicata
Boeckella delicata är en kräftdjursart som beskrevs av John Percival 1937. Boeckella delicata ingår i släktet Boeckella och familjen Centropagidae. Inga underarter finns listade i Catalogue of Life.